# Die Wehrkraftzersetzer
Die Wehrkraftzersetzer (oft als WKZ abgekürzt) sind eine Deutschpunk-Band aus Ludwigshafen am Rhein.

## Geschichte
Als Vorläufer von WKZ gilt die Band Grauschleier. Unter dem Namen WKZ existiert die Gruppe seit 1984. Als Vorbilder dienten andere Gruppen wie Toxoplasma oder Schleim-Keim.
In den ersten Jahren wurden eine Split-EP mit F.O.H. (Der Auftrag) und die Debüt-LP Echte Punx veröffentlicht. Außerdem erschien ein Lied von WKZ auf dem Sampler Kulturschockattacke Vol. 1. Als bekanntestes Stück der Gruppe gilt das Lied Gift und Galle.
In den Jahren 1988–1994 widmeten sich die Mitglieder von WKZ einem neuen englischsprachigen Projekt unter dem Namen Memento Mori, bevor sie Ende 1994 WKZ wieder auferstehen ließen.
Mit beiden Bands veröffentlichten sie mittlerweile einige Alben und ergänzend zur offiziellen Diskografie waren WKZ zusätzlich auf den beiden Samplern Street Attack Vol. 4 und Street Attack Vol. 5 vertreten.
In ihren späteren Werken entwickelten sich WKZ verstärkt zu melodiöseren Liedern mit selbstironischen Texten.
Von den letzten Jahren einmal abgesehen, war die Geschichte der Band auch von häufigen Musikerwechseln geprägt. Von der Gründungsbesetzung ist nur noch der Schlagzeuger Michael Volkmer dabei. Die weiteren Mitglieder der aktuellen Formation sind Jochen „Delle“ Dell (Gesang), Roman Dirgelas (Gitarre), Matthias „Mateo“ Herrmann (Bass, Gesang) und Tschogy McWolf (Keyboard).

## Diskografie
- 1985: Der Auftrag (Split-EP mit F.O.H.)
- 1986: Echte Punx (LP)
- 1993: Volle Pratze Pogo (CD)
- 1994: PLLP-wählt se alle (Split-EP mit  U.A.E. Tschence)
- 1996: Echte Punx (CD, remasterte Neuauflage)
- 1997: Rhein-Neckar-Pogo (EP)
- 1997: Dass ich mal so runterkomme (CD)
- 1998: Weisse Weihnacht (EP)
- 2002: Musik für Mädchen (CD/Pic-LP)
- 2004: Echte Punx (LP, limitierte Neuauflage)
- 2023: Volle Pratze Pogo (LP, limitierte Neuauflage)